# Centesima rerum venalium
La Centesima rerum venalium era una delle tasse istituite da Augusto nel 6 d.C, al fine di finanziare l'Aerarium militare.
Si trattava di un tributo che ammontava all'1% del valore dei beni venduti all'asta. Era una tassa impopolare, perciò l'imperatore Tiberio ne ridusse l'ammontare allo 0,5% nel 17 d.C.. Questo fu reso possibile dall'annessione della Cappadocia all'interno dell'Impero Romano e dalle entrate che questa nuova provincia generava. Durante la crisi economica del 33 d.C. fu poi riportata all'originario 1%.
Caligola la abolì totalmente su tutto il territorio dell'Italia nel 38 d.C., mentre restò in vigore nelle provincie.
Questa tassa ebbe una lunga vita: il giurista Ulpiano la elencava tra i vectigalia publica ancora durante il regno di Alessandro Severo. Inoltre compare anche nel Codice giustinianeo.